# Kanton Baraqueville-Sauveterre
Baraqueville-Sauveterre is een voormalig kanton van het Franse departement Aveyron. Het werd opgeheven bij decreet van 21 februari met uitwerking op 22 maart 2015 en samengevoegd met het aangrenzende kanton Naucelle tot het huidige kanton Ceor-Ségala dat, net als de opgeheven kantons, deel uitmaakt van het arrondissement Rodez.

## Gemeenten
Het kanton Baraqueville-Sauveterre omvatte de volgende gemeenten:
- Baraqueville (hoofdplaats)
- Boussac
- Camboulazet
- Castanet
- Colombiès
- Gramond
- Manhac
- Moyrazès
- Pradinas
- Sauveterre-de-Rouergue